# 莫勒爾 (堪薩斯州)
莫里爾（英語：Morrill）是一個位於美國堪薩斯州布朗縣的城市。

## 地方資料
根據2010年美國人口普查的數據，莫里爾的面積為0.51平方千米，當中陸地面積為0.51平方千米，而水域面積為0.00平方千米。當地共有人口230人，而人口密度為每平方千米450.98人。